# バガトル
バガトル（baγatur; 中世モンゴル語: ba'atur; モンゴル語: баатар (baatar); 近世ペルシア語: بهادر (bahādur);近世テュルク語: bahadur;中国語: 抜都児）は、テュルク語やモンゴル語における称号のひとつ。「勇者」を意味する。中世モンゴル語ではバアトル（バートル）、現代モンゴル語ではバータル。中央アジア以西において近世ペルシア語およびチャガタイ語、オスマン語などではバハードゥル（バハードル）という。

## 突厥の「バガテュル（莫賀咄）」
突厥とくに西突厥において「莫賀咄」という名のつく人物が多くみられる。例えば、統葉護可汗（トンヤブグカガン）の伯父で統葉護可汗を殺して第6代西突厥可汗となった莫賀咄侯屈利俟毘可汗や、第9代の莫賀咄乙毘可汗（乙屈利失乙毘可汗）。そして、唐の羈縻（きび）支配下において西突厥可汗を務めた阿史那弥射の家系は代々莫賀咄葉護（バガテュル・ヤブグ）という称号を帯びていた。その他、突厥政権下の中央ユーラシアの諸民族には「乞引莫賀咄」、「莫賀咄（バガテュル）」、「莫賀咄設（バガテュル・シャド）」、「莫賀咄俟斤（バガテュル・イルキン）」、「莫賀咄吐屯（バガテュル・トゥドゥン）」といった称号が数多く使用された。

## 中世モンゴル語の「バアトル(ba'atur)」
「武人」、「勇士」、「英雄」を意味し、初めは戦功をたてた遊牧騎兵たちに与えられた栄誉ある称号であったが、後にカアンによって授与される一定の称号となり、やがて一般化して「決死隊」の名のもととなった。元朝の抜都魯軍というのがそれである。

## 西方世界における「バハードゥル(bahādur)」
後代、バアトルは武人の称号として好まれ、中央アジアからイラン、インド、エジプトにまで流行した。ムガル帝国の第7代皇帝バハードゥル・シャー1世や、第17代皇帝バハードゥル・シャー2世などがそれである。

## 現代モンゴル語での「バータル(баатар)」
「英雄」、「豪傑」、「主人公(гол баатар)」、「ヒロイン」等の意味があり、首都のウランバートル（オラーンバータル）は「赤い英雄」を意味する。

## 参考資料
- 『旧唐書』（列伝第百四十四下 突厥下）
- 『新唐書』（列伝百四十下　西突厥）
- 護雅夫『古代トルコ民族史研究Ⅰ』（1967年、山川出版社）
- 村上正二訳注『モンゴル秘史１チンギス・カン物語』（1970年、平凡社）
- ヴァータル・オトゴンプレヴ『蒙日辞典』（2007、国際語学社）